# Oscar Garré
Oscar Garré (ur. 9 grudnia 1956 w Buenos Aires) – argentyński piłkarz, obrońca. Mistrz świata z roku 1986.
W reprezentacji Argentyny w latach 1983–1988 rozegrał 41 spotkań. Podczas MŚ 86 zagrał w pierwszych czterech meczach Argentyny. Przez wiele lat był piłkarzem Ferro Carril Oeste (od 1976), miał udział w obu tytułach mistrza kraju tego klubu (1982, 1984). Dla Ferro rozegrał 611 spotkań. Przez sezon grał w Huracánie, a w 1994 wyjechał do Izraela, gdzie grał w Hapoelu Kefar Sawa oraz Hapoelu Beer Szewa.
Po zakończeniu kariery został trenerem. Pracował w takich klubach jak Lanús, chilijski Universidad Católica, oraz CD Huachipato. Od sierpnia 2006 jest trenerem Ferro Carril Oeste.